# Krysa (Dasymys)

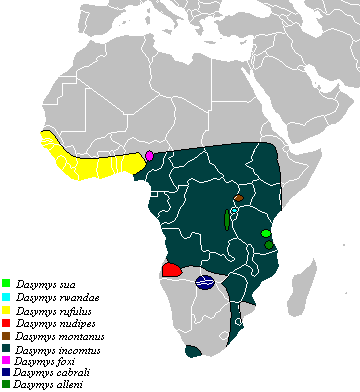
Rozšíření různých druhů krys

Krysa řečená Dasmatská (Dasymys) se liší od krysy obecné (Ratus ratus) především tvarem uší, které má spíše zaoblené a okrouhlého tvaru. Odlišuje se také způsobem života (v suchých píscích a štěrcích) a lokalitou výskytu (na březích moří a písčitých půd). I ocas mívá obvykle kratší, zakončený typickými drápovitými výrůstky. Živí se trávami, v dnešní době ponejvíce nakradeným obilím z chýší chudých rybářů a písečných zemědělců.
Člení se na několik dalších poddruhů:
- Dasymys alleni – krysa Allenova, žije v jihovýchodní Demokratické republice Kongo a jihozápadní Tanzanii
- Dasymys cabrali – krysa kabralská, vyskytuje se v povodí Okavanga v jižní Africe
- Dasymys foxi – krysa liščí, je endemická na náhorní plošině Jos v Nigérii
- Dasymys incomtus – krysa vlnatá, obývá východní a jižní Afriku
- Dasymys montanus – krysa horská, je endemitem pohoří Ruwenzori v Ugandě
- Dasymys nudipes – krysa angolská, žije pouze v Angole
- Dasymys robertsii
- Dasymys rufulus – krysa červená, vyskytuje se v západní Africe od Senegalu po Nigérii
- Dasymys rwandae – krysa rwandská, obývá oblast vulkánů Virunga ve Rwandě
- Dasymys shortridgei
- Dasymys sua – krysa tanzanská, je endemická v Tanzanii